# Die 90er Show
Die 90er Show war eine deutsche Fernsehshow bei RTL. Erstausstrahlung war im November 2004. Sie war die dritte der drei Retro-Shows bei RTL zu Beginn des 21. Jahrhunderts nach der 70er Show und der 80er Show.
In zehn Folgen präsentierte der Moderator Oliver Geissen Geschehnisse der 1990er Jahre. Jede Show war einem Jahr von 1990 bis 1999 gewidmet. Dazu lud er Gäste wie Verona Pooth, Pierre Littbarski, Ex-Blümchen Jasmin Wagner u. a. ein, mit denen er über Ereignisse in diesen Jahren sprach. Eingespielte Videoclips wurden von eingeblendeten Promis kommentiert.
Nachdem die erste Folge überaus erfolgreich war, konnte die zweite Sendung etwa 2,25 Millionen Zuschauer weniger aufweisen: etwa 3,70 Millionen bei einem Gesamtmarktanteil von 12,1 Prozent sahen die Folge über das Jahr 1991. Gäste der Sendung waren u. a. Susan Sideropoulos, Michael Stich und Reinhold Beckmann.